# 顧鏡
顧鏡（1426年—？），字自昭，河南開封府太康縣人，明朝政治人物。同進士出身。

## 生平
景泰七年（1456年）舉丙子科河南鄉試第三十名。天順元年（1457年）中式丁丑科會試第二百六十三名，殿試登進士第三甲第一百八十一名。

## 家族
曾祖顧文，元監察御史。祖父顧泰。父顧義。